# Illange
Illange (prononcé [ilɑ̃ʒ] ; Illéng ou Illéngen en Platt (francique lorrain)) est une commune du nord-ouest du département de la Moselle à quelques kilomètres de Thionville. Une partie de son territoire se situe sur la rive gauche de la Moselle alors que l'essentiel de la commune se trouve côté rive droite de la rivière, sur une colline où se dissimule discrètement dans sa forêt un ancien groupe fortifié.
La commune comptait 1 275 habitants en 1968. Elle se développe rapidement et comptait 1 785 habitants au dernier recensement de 2022 .

## Géographie
Illange se situe près des villes suivantes : Bertrange, Thionville (8 km), Guénange (5 km), Manom, Yutz, et touche quasiment l'autoroute A31. Metz est à peu près à 23 km de Illange. Cette commune est à moins de 20 km du Luxembourg à vol d'oiseau.
Le village est bordé par la Moselle à l'ouest et le ban communal s'étend au-delà, sur la rive gauche où est présent le port d'Illange-Thionville, ce qui de fait rend la commune limitrophe de Florange et Uckange par la rive gauche.

### Hydrographie
La commune est située dans le bassin versant du Rhin au sein du bassin Rhin-Meuse. Elle est drainée par la Moselle, la Moselle canalisée, la Fensch, la Sée, Port d'Illange et le ruisseau le Graben.
La Moselle, d’une longueur totale de 560 kilomètres, dont 315 kilomètres en France, prend sa source dans le massif des Vosges au col de Bussang et se jette dans le Rhin à Coblence en Allemagne.
La Moselle canalisée, d'une longueur totale de 135,2 km, prend sa source dans la commune de Pont-Saint-Vincent et se jette  dans la Moselle à Kœnigsmacker, après avoir traversé 61 communes.
La Fensch, d'une longueur totale de 15,2 km, prend sa source dans la commune de Fontoy et se jette  dans la Moselle sur la commune, après avoir traversé huit communes.
La Sée, d'une longueur totale de 10,9 km, prend sa source dans la commune de Luttange et se jette  dans la Moselle en limite de Bertrange et d'Illange, face à Uckange, après avoir traversé sept communes.

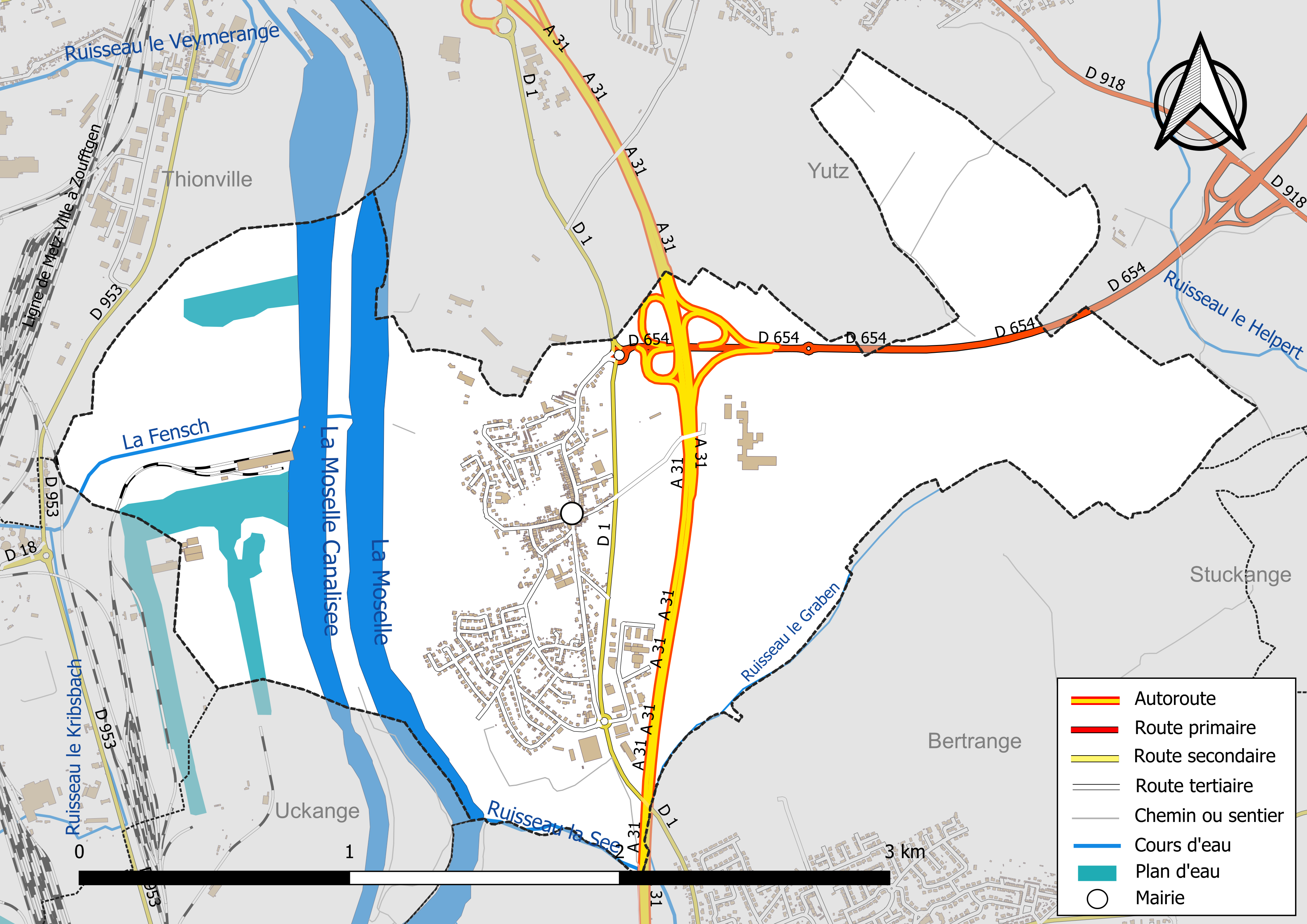
Réseaux hydrographique et routier d'Illange.

La qualité des eaux des principaux cours d’eau de la commune, notamment de la Moselle, de la Moselle canalisée, de la Fensch et du ruisseau la See, peut être consultée sur un site spécial géré par les agences de l’eau et l’Agence française pour la biodiversité.

### Climat
Pour des articles plus généraux, voir Climat du Grand Est et Climat de la Moselle.
En 2010, le climat de la commune est de type climat des marges montargnardes, selon une étude du Centre national de la recherche scientifique s'appuyant sur une série de données couvrant la période 1971-2000. En 2020, Météo-France publie une typologie des climats de la France métropolitaine dans laquelle la commune est exposée à un climat semi-continental et est dans la région climatique  Lorraine, plateau de Langres, Morvan, caractérisée par un hiver rude (1,5 °C), des vents modérés et des brouillards fréquents en automne et hiver. 
Pour la période 1971-2000, la température annuelle moyenne est de 9,4 °C, avec une amplitude thermique annuelle de 16,8 °C. Le cumul annuel moyen de précipitations est de 807 mm, avec 12,6 jours de précipitations en janvier et 9,2 jours en juillet. Pour la période 1991-2020, la température moyenne annuelle observée sur la station météorologique de Météo-France la plus proche, « Malancourt », sur la commune d'Amnéville à 8 km à vol d'oiseau, est de 10,2 °C et le cumul annuel moyen de précipitations est de 884,1 mm. 
La température maximale relevée sur cette station est de 39,3 °C, atteinte le 25 juillet 2019 ; la température minimale est de −17,9 °C, atteinte le 5 janvier 1985,,. 
Les paramètres climatiques de la commune ont été estimés pour le milieu du siècle (2041-2070) selon différents scénarios d'émission de gaz à effet de serre à partir des nouvelles projections climatiques de référence DRIAS-2020. Ils sont consultables sur un site spécial publié par Météo-France en novembre 2022.

## Urbanisme

### Typologie
Au 1er janvier 2024, Illange est catégorisée ceinture urbaine, selon la nouvelle grille communale de densité à sept niveaux définie par l'Insee en 2022.
Elle est située hors unité urbaine. Par ailleurs la commune fait partie de l'aire d'attraction de Luxembourg (partie française), dont elle est une commune de la couronne,. Cette aire, qui regroupe 115 communes, est catégorisée dans les aires de 700 000 habitants ou plus (hors Paris),.

### Occupation des sols
L'occupation des sols de la commune, telle qu'elle ressort de la base de données européenne d’occupation biophysique des sols Corine Land Cover (CLC), est marquée par l'importance des forêts et milieux semi-naturels (42,4 % en 2018), en augmentation par rapport à 1990 (26,1 %). La répartition détaillée en 2018 est la suivante :
milieux à végétation arbustive et/ou herbacée (25,9 %), terres arables (19 %), forêts (16,5 %), zones urbanisées (13,6 %), eaux continentales (12,5 %), zones industrielles ou commerciales et réseaux de communication (7,7 %), prairies (4,8 %). L'évolution de l’occupation des sols de la commune et de ses infrastructures peut être observée sur les différentes représentations cartographiques du territoire : la carte de Cassini (XVIIIe siècle), la carte d'état-major (1820-1866) et les cartes ou photos aériennes de l'IGN pour la période actuelle (1950 à aujourd'hui).

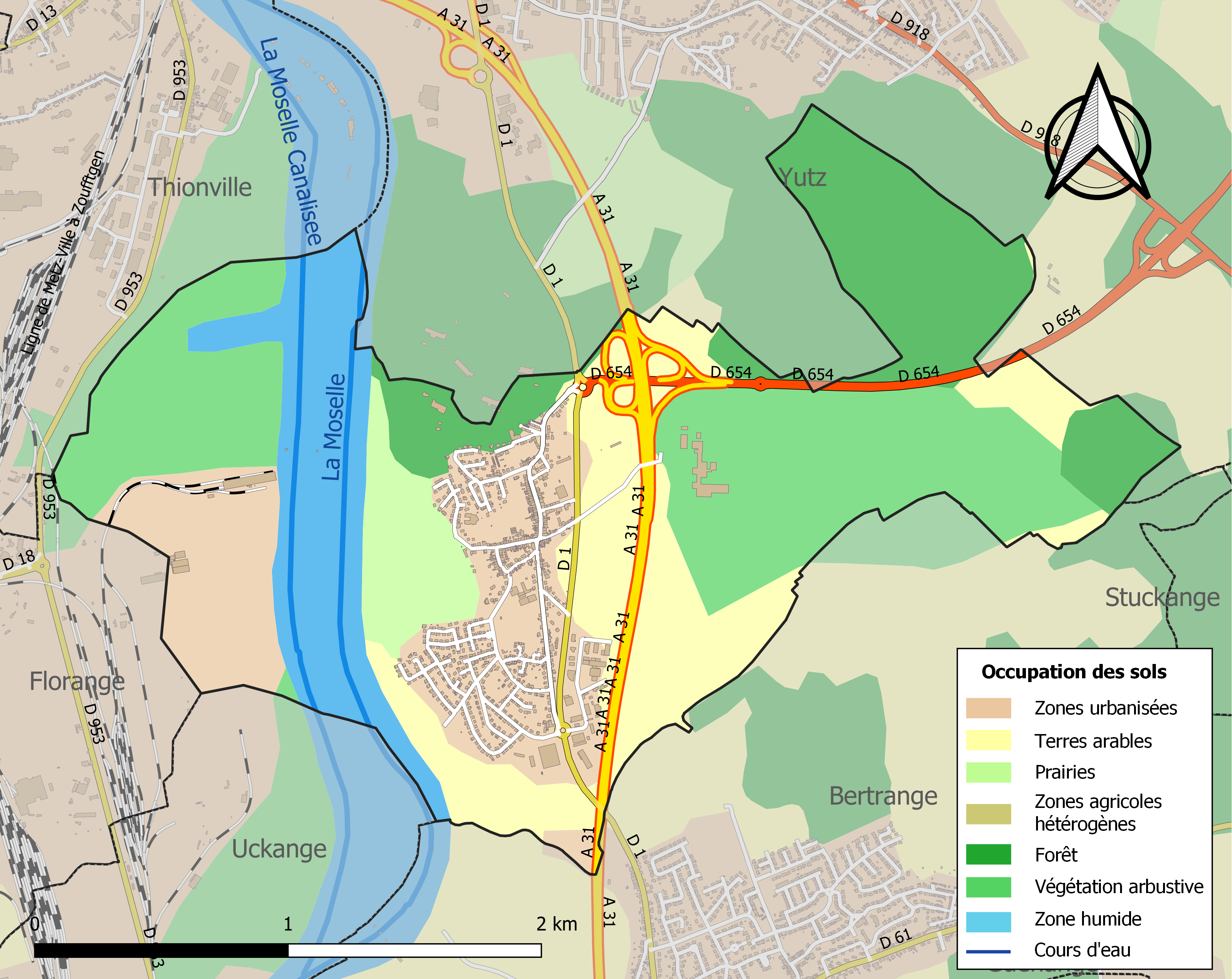
Carte des infrastructures et de l'occupation des sols de la commune en 2018 (CLC).

## Toponymie
- Hullingen (1169), Ellanges (1377), Illingen (1574)[17], Illingen ou Illendorf (1669-81), Illange (1793), Illingen (1871-1918 et 1940-1945).
- Illéngen et Illéng en Platt (francique luxembourgeois)[18].

## Histoire
Illange faisait partie de la seigneurie de Meilbourg jusqu’à la Révolution. Sur son territoire se trouvait le château fort de Meilbourg qui fut détruit par les Messins en 1377.
En 2005, lors de l'aménagement d'une zone industrielle de 120 hectares sur les communes de Bertrange et Illange, en bordure de la plaine alluviale de la Moselle, les fouilles ont permis de découvrir un site du néolithique ancien (-5000). 
En octobre 2012 est lancé sur la mégazone Illange-Bertrange la construction d'un complexe commercial et technologique sino-européen nommé ITEC (International Industry Trade Technology and Exhibition Center). La mise en fonction était prévue pour 2015 mais le projet fut abandonné.
En mai 2018, l'entreprise d'isolation Knauf annonce la construction d'une usine de laine de roche sur la mégazone Illange-Bertrange avec la création de plus de 120 emplois directs. C'est la première entreprise à s'établir sur la mégazone depuis sa création en 2005.

## Politique et administration
| Période                                  | Période   | Identité          | Étiquette | Qualité |
| ---------------------------------------- | --------- | ----------------- | --------- | --- |
| Les données manquantes sont à compléter. |           |                   |           | |
| 1867                                     | 1872      | Jacques Hennequin |           | |
| 1872                                     | 1883      | Frantz Grosse     |           | |
| 1883                                     | 1886      | Mathis Grosse     |           | |
| 1886                                     | 1902      | Nikolaus Spiegel  |           | |
| 1902                                     | 1908      | Peter Grosse      |           | |
| 1908                                     | 1919      | Léon Duruy        |           | |
| 1919                                     | 1931      | Pierre Grosse     |           | |
| mars 1931                                | mars 1945 | Auguste Spiegel   |           | |
| mars 1945                                | mai 1953  | Hubert Mellinger  |           | |
| mai 1953                                 | mars 1971 | François Hergat   |           | |
| mars 1971                                | juin 1995 | Jean-Pierre Heitz | UDF-PR    | Directeur commercial Conseiller général d'Yutz (1985 → 1998) Suppléant du député Henri Ferretti (1978 → 1981)        |
| juin 1995                                | mai 2020  | Daniel Perlati    |           | Retraité de la sidérurgie, ancien adjoint Vice-président de la CA Portes de France-Thionville Maire honoraire (2021) |
| mai 2020                                 | En cours  | Marc Lucchini     |           | Vice-président de la CA Portes de France-Thionville                                                                  |

## Économie et industrie
- Exxelia (ex-Microspire), composants et sous-systèmes pour aéronautique, spatial et défense[21] (l'entreprise appartient au fonds d'investissement HLD, Paris, depuis 2020)[22].

## Démographie
L'évolution du nombre d'habitants est connue à travers les recensements de la population effectués dans la commune depuis 1793. Pour les communes de moins de 10 000 habitants, une enquête de recensement portant sur toute la population est réalisée tous les cinq ans, les populations de référence des années intermédiaires étant quant à elles estimées par interpolation ou extrapolation. Pour la commune, le premier recensement exhaustif entrant dans le cadre du nouveau dispositif a été réalisé en 2007.

En 2022, la commune comptait 1 785 habitants, en évolution de −5,66 % par rapport à 2016 (Moselle : +0,52 %, France hors Mayotte : +2,11 %).
| 1793 | 1800 | 1806 | 1821 | 1836 | 1841 | 1861 | 1866 | 1871 |
| ---- | ---- | ---- | ---- | ---- | ---- | ---- | ---- | ---- |
| 210  | 444  | 470  | 506  | 523  | 501  | 501  | 486  | 429  |

| 1875 | 1880 | 1885 | 1890 | 1895 | 1900 | 1905 | 1910 | 1921 |
| ---- | ---- | ---- | ---- | ---- | ---- | ---- | ---- | ---- |
| 428  | 419  | 420  | 378  | 371  | 369  | 587  | 485  | 447  |

| 1926 | 1931 | 1936 | 1946 | 1954 | 1962 | 1968  | 1975  | 1982  |
| ---- | ---- | ---- | ---- | ---- | ---- | ----- | ----- | ----- |
| 473  | 464  | 465  | 437  | 412  | 700  | 1 276 | 1 360 | 1 729 |

| 1990  | 1999  | 2006  | 2007  | 2012  | 2017  | 2022  | - | - |
| ----- | ----- | ----- | ----- | ----- | ----- | ----- | - | - |
| 2 071 | 2 130 | 2 068 | 2 059 | 1 920 | 1 870 | 1 785 | - | - |

## Culture locale et patrimoine

### Lieux et monuments

#### Édifices civils
- Traces d'une canalisation en tuile romaine.
- Ruines du château de Meilbourg, démoli en 1003, reconstruit puis détruit à nouveau en 1377.
- Le fort d'Illange a été construit entre 1905 et 1910 par l'armée pendant la période prussienne de la Moselle. Il pouvait abriter trois compagnies d'infanterie et comprenait une  batterie de quatre canons de 100 mm long. Sa mission principale était, avec le fort de Kœnigsmacker de couvrir le fort de Guentrange qui protégeait la ville de Thionville. Le fort d'Illange fut intégré dans le secteur fortifié de Thionville de la ligne Maginot dans les années 1930 par l'armée française.

#### Édifices religieux

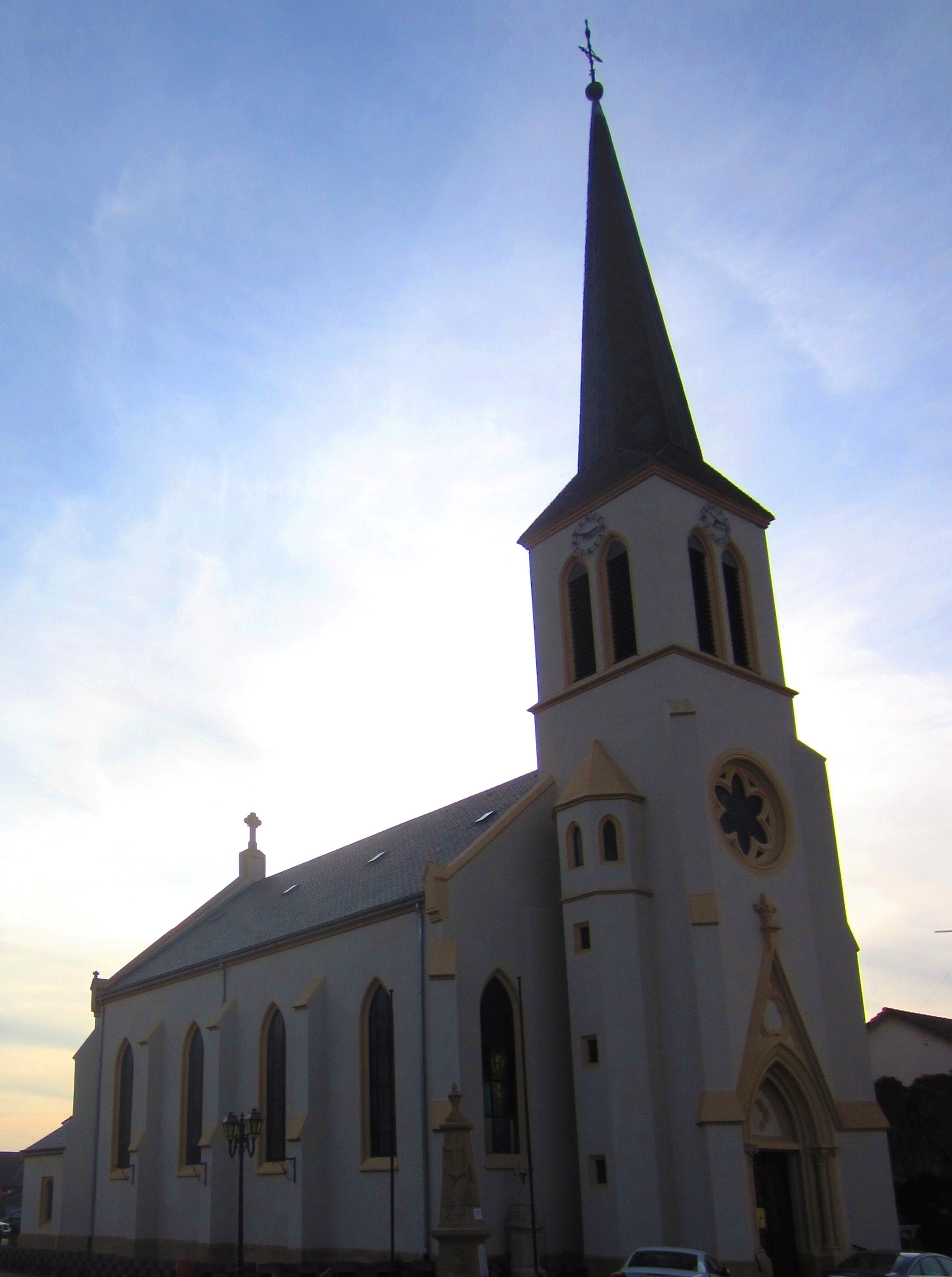
Église paroissiale Saint-Hubert.

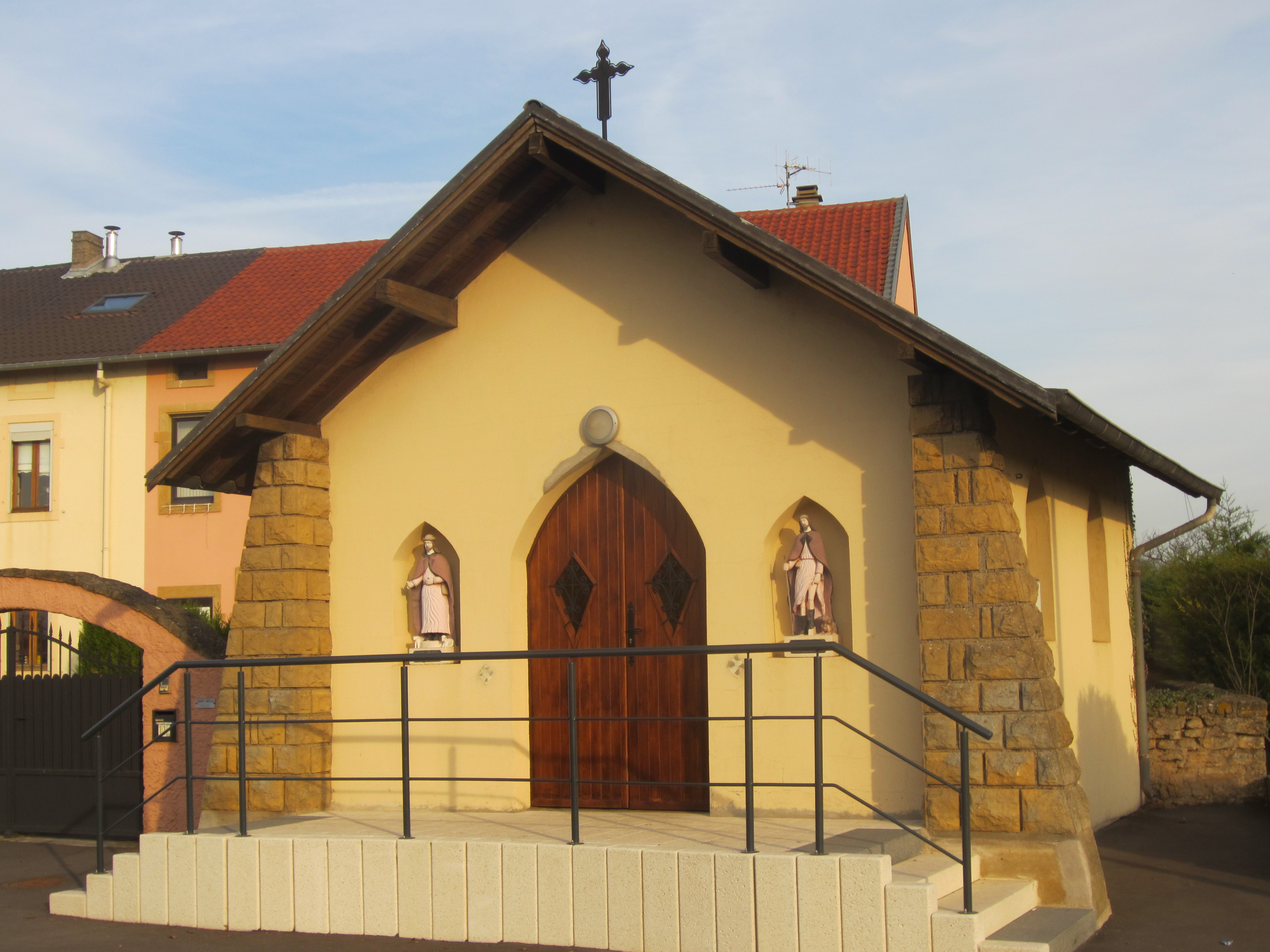
Chapelle Saint-Roch.

- Ancienne église édifiée au pied du château, démolie au cours de l’automne 1880.
- Église paroissiale Saint-Hubert néo-gothique 1882.
- Chapelle Saint-Roch.
- Calvaires.

### Héraldique
| Blason de Illange | Blason  | Blason Bleu et Or                                |
| Blason de Illange | Détails | Le statut officiel du blason reste à déterminer. |

## Pour approfondir

## Les commerces
Illange est doté d'une Boulangerie (Banette), d'une pizzeria, d'une pharmacie, d'un bar, d'un restaurant, des magasins dont des entreprises, comme LORLEV et LOCNACELLE.